# ليلة السادس عشر من يناير
ليلة السادس عشر من يناير (بالإنجليزية: Night of January 16th)‏ هي مسرحية من تأليف الكاتبة الروسية الأمريكية آين راند، استوحتها من وفاة إيفار كروغر الذي عرف باسم "ملك أعواد الثقاب". تدور أحداث المسرحية في قاعة محكمة أثناء محاكمة جريمة قتل، ومن السمات غير العادية في المسرحية أن أعضاء الجمهور يتم اختيارهم للعب دور هيئة المحلفين. تنظر المحكمة في قضية كارين أندريه، السكرتيرة السابقة وحبيبة رجل الأعمال بيورن فوكنر، الذي اتُهمت بقتله. لا تصور المسرحية بشكل مباشر الأحداث التي أدت إلى وفاة فوكنر؛ بدلاً من ذلك، يجب على هيئة المحلفين الاعتماد على شهادة الشخصية لتقرير ما إذا كان أندريه مذنبًا أم لا. تعتمد نهاية المسرحية على الحكم. كانت نية راند هي إضفاء طابع درامي على الصراع بين الفردية والتوافق، مع كشف حكم هيئة المحلفين عن وجهة النظر التي يفضلونها.
تمت كاتبة المسرحية في عام 1933. وقد بدأت في ذهني فكرة كتابة دراما في قاعة المحكمة، محاكمة جريمة قتل، حيث يتم اختيار هيئة المحلفين من بين الجمهور للتصويت على الحكم. ومن الواضح أن الأدلة الواقعية على إدانة المتهم أو براءته كان لابد أن تكون متوازنة بالتساوي حتى يصبح أي حكم ممكناً. ولكن الخلاف بين هيئة المحلفين حول حقائق غير قاطعة لا يمكن أن يكون له أي أهمية. وبالتالي فإن القضية المطروحة كانت نفسية. وكانت نقطة الانطلاق للقصة سقوط إيفار كروغر أو على وجه التحديد ردت الفعل العامة على هذا الانهيار. ففي الثاني عشر من مارس/آذار 1932، انتحر إيفار كروغر، "ملك الكبريت" السويدي. وأعقب وفاته انهيار الإمبراطورية المالية الضخمة التي أنشأها، والكشف عن أن تلك الإمبراطورية كانت عملية احتيال عملاقة. لقد كان شخصية غامضة، "وحيدة"، يُحتفى بها كرجل عبقري، يتمتع بعزيمة لا تتزعزع وجرأة مذهلة. وكان سقوطه بمثابة انفجار أثار عاصفة من الغبار ومن التنديدات العنيفة بشكل غريب.

## التاريخ

### إنتاج برودواي
في نهاية عرض المسرحية في لوس أنجلوس، جدد وودز عرضه لإنتاج المسرحية على برودواي. وعلى الرغم من أنه كان منتجًا مشهورًا للعديد من المسرحيات الشهيرة في مسيرة مهنية امتدت لأكثر من ثلاثة عقود، فقد خسر وودز الكثير من ثروته في أوائل ثلاثينيات القرن العشرين ولم ينتج أي عمل ناجح منذ عدة سنوات. وقد صدمه رفض مؤلفة مبتدئة ما زاد من اهتمامه. كان وودز لا يزال يريد الحق في إجراء تغييرات على السيناريو، لكنه أجرى تعديلات على العقد لمنح راند المزيد من النفوذ. وافقت على شروطه على مضض.

## التكيفات

### الأفلام

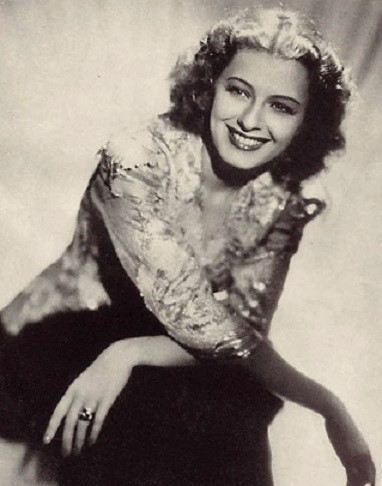
لعبت إلين درو دور البطولة في فيلم مقتبس عن الرواية عام 1941.

اشترت شركة مترو غولدوين ماير حقوق ليلة السادس عشر من يناير في البداية في أكتوبر 1934 كوسيلة محتملة للممثلة لوريتا يونغ. وتم توظيف كاتب المسرحية نفسها راند لكتابة سيناريو الفيلز، لكن المشروع أُلغي. بعد انتهاء صلاحية مترو غولدوين ماير، فكر المنتج آل وودز في صنع نسخة سينمائية من خلال شركة إنتاج خاصة به، لكن في عام 1938 اشترت شركة آر كي أو بيكتشرز الحقوق مقابل 10000 دولار، وهي رسوم مقسمة بين وودز وراند. اختارت شركة آر كي أو بيكتشرز كلوديت كولبيرت ولوسيل بول نجمتين محتملتين، لكنها تخلت أيضًا عن التكيف. أعيد بيع الحقوق لشركة باراماونت بيكتشرز في يوليو 1939 مقابل 35000 دولار.
أصدرت شركة باراماونت فيلمًا في عام 1941؛ ولم تشارك الكاتبة راند في العملية الإنتاجية. تم إخراج الفيلم من قبل
ويليام كليمنس، وتم التعاقد مع دلمير دافيس، وروبرت بيروش، وإيفلين غريني لإعداد سيناريو جديد. غير السيناريو الجديد الحبكة بشكل كبير، بالتركيز على ستيف فان رويل (روبرت بريستون)، البحار الذي ورث منصبًا في مجلس إدارة شركة يرأسها بيورن فوكنر (نيلز آستر). على عكس المسرحية، التي مات فيها فوكنر بالفعل، يظهر في الفيلم كشخصية حية قُتلت على ما يبدو. تقع الشكوك على سكرتيرة فوكنر كيت لين (إلين درو)؛ يقرر فان رويل التحقيق في الجريمة المزعومة. تم اكتشاف فوكنر مختبئًا في كوبا بعد تزوير وفاته. قالت راند إن سطرًا واحدًا فقط من حوارها الأصلي ظهر في الفيلم والذي رفضته باعتباره "ابتذالًا رخيصًا وتافهًا". لم يحظ الفيلم باهتمام كبير عند إصداره وكانت معظم المراجعات عنه سلبية.
في عام 1989 تم إصدار غاواهي، وهو مقتبس باللغة الهندية من الفيلم ليلة 16 يناير. قادت الممثلة الهندية زينات أمان طاقمًا من الممثلين الذين ضموا شيخار كابور وأشوتوش جواريكر.

## روابط خارجية
- Night of January 16 على قاعدة بيانات برودواي على الإنترنت